# Duluth (Minnesota)
Duluth (Minnesota állam) a Nagy-tavak legnagyobbjának, a Felső-tónak nyugati végében fekvő, közel 90 000 lakosú város, Saint Louis megye megyeszékhelye. A város nevét egy francia nemestől, Du Luth urától kapta. Szőrmekereskedők és prémvadászok telepéből fejlődött ki, ma a régió ipari és kulturális központja.

## Története

### Az európaiak megjelenése előtt
Évezredek óta indián törzsek békében éltek a város mai területén, akik kézművességgel, vadászattal, halászattal és növénytermesztéssel foglalkoztak. Az ojibwa és dakota indiánok lakták e területet, amikor az első fehér telepesek megérkeztek. Az írásos beszámolók szerint 1679-ben érkezett meg Daniel Greysolon, Du Luth ura a vidékre, aki riválisokká tette az indián törzseket, hogy elősegítse a szőrmekereskedelmet.

### Kereskedelmi telepből város születik
1792-ben a St. Louis folyó túlpartján, a mai Wisconsin területén is létesült egy kereskedelmi telep, így Duluth jelentősége lecsökkent. 1800-ban tűz pusztította el a duluthi telepet, de egy német bevándorló, John Jacob Astor újjáépíttette. Az üzleti siker elmaradt, mert az indiánok ragaszkodtak a már jól ismert francia és brit kereskedőkhöz. Habár sikerült Astornak a kongresszusnál elérnie, hogy külföldiek ne kereskedhessenek az USA területén, az európai divatváltozás ismét nehéz helyzetbe sodorta a szőrmekereskedőket. A terület iránti érdeklődés az 1850-es években megélénkült, amikor rézbányákat tártak fel, majd vasérc-lelőhelyeket. Kiépült az út Minneapolisba, és 11 apró város jött létre a folyó mentén. Ekkortól beszélhetünk Duluth városának kialakulásáról. Amikor a rézlelőhelyek kiapadtak, a fakitermelés irányába tolódott a gazdasági érdeklődés. A kisebb haszon reménye miatt sok lakos hagyta el a várost. Azonban egy évtizeddel később kiépült a vasúti kapcsolat St. Paullal, amely elősegítette a vasérc fuvarozását. A gazdasági élet ismét fellendült, kiépült a kikötő és a lakosság is gyarapodott.

### A XIX. századtól napjainkig
A város fejlődése töretlen maradt, kikötőjének áruforgalma már 1900-ban meghaladta New York kikötőjének forgalmát, így az Amerikai Egyesült Államok legforgalmasabb kikötőjévé emelkedett. A U.S. Steel acélgyárat alapított, majd az első világháború idején hajógyár létesült Duluthban. A lakosság tovább gyarapodott és 1960-ban érte el a csúcspontját, 106 ezer lakossal. A fellendülést hanyatlás követte az 1970-es években, amikor bezárt az acélmű és a légierő támaszpontja. Új megélhetési forrást kellett keresni, hogy a hanyatló ipart ellensúlyozzák – így vált a turizmus az egyik vezető ágazattá. A belvárost átépítették, a régi raktárakból kávézókat, éttermeket és üzleteket alakítottak ki. Ma a város nem csak a környék legfontosabb települése, de Északkelet-Minnesota és Északnyugat-Wisconsin közlekedési, kulturális és gazdasági központja.

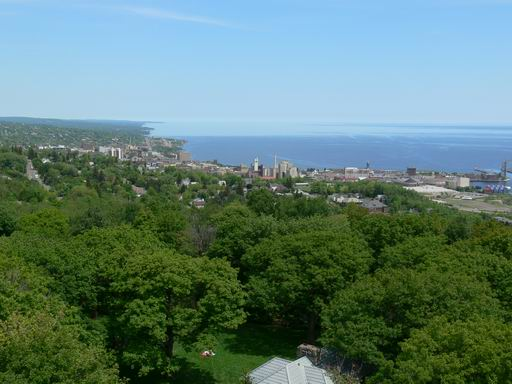
Látkép az Enger Towerből Duluthra, 2006. június 12-én

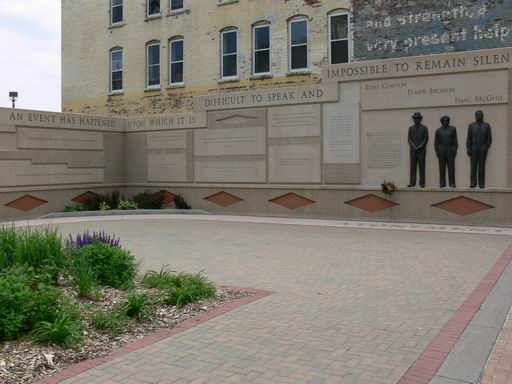
Clayton-Jackson-McGhie Memorial

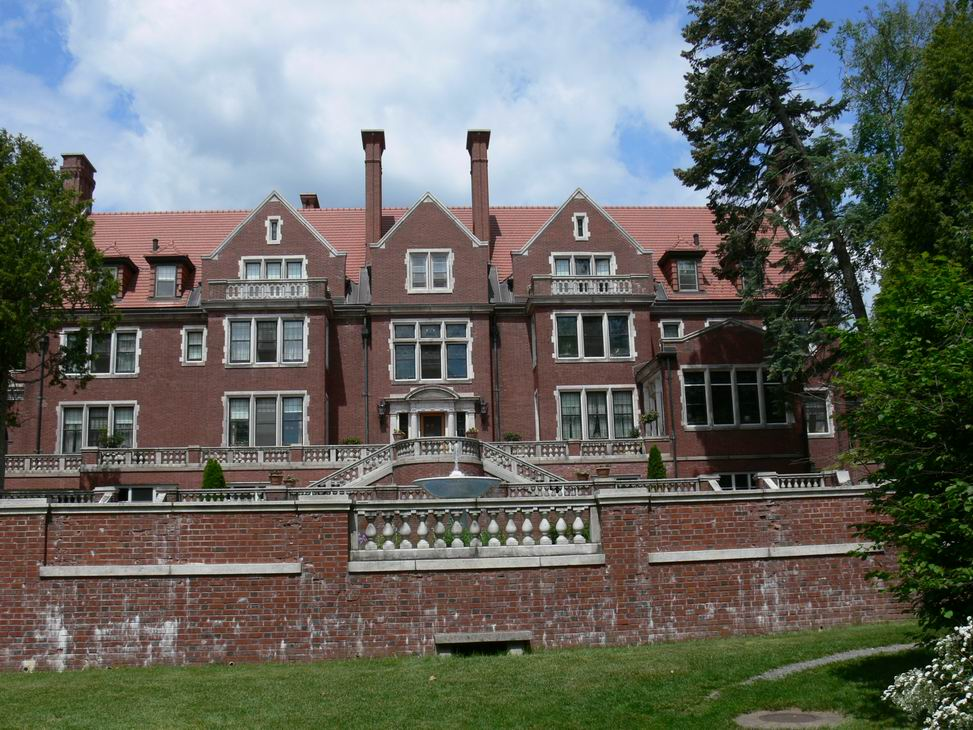
Glensheen Mansion

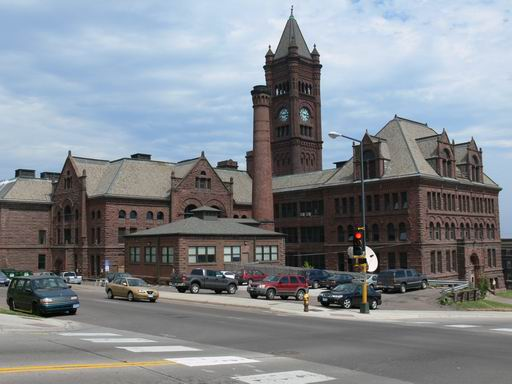
Old High School

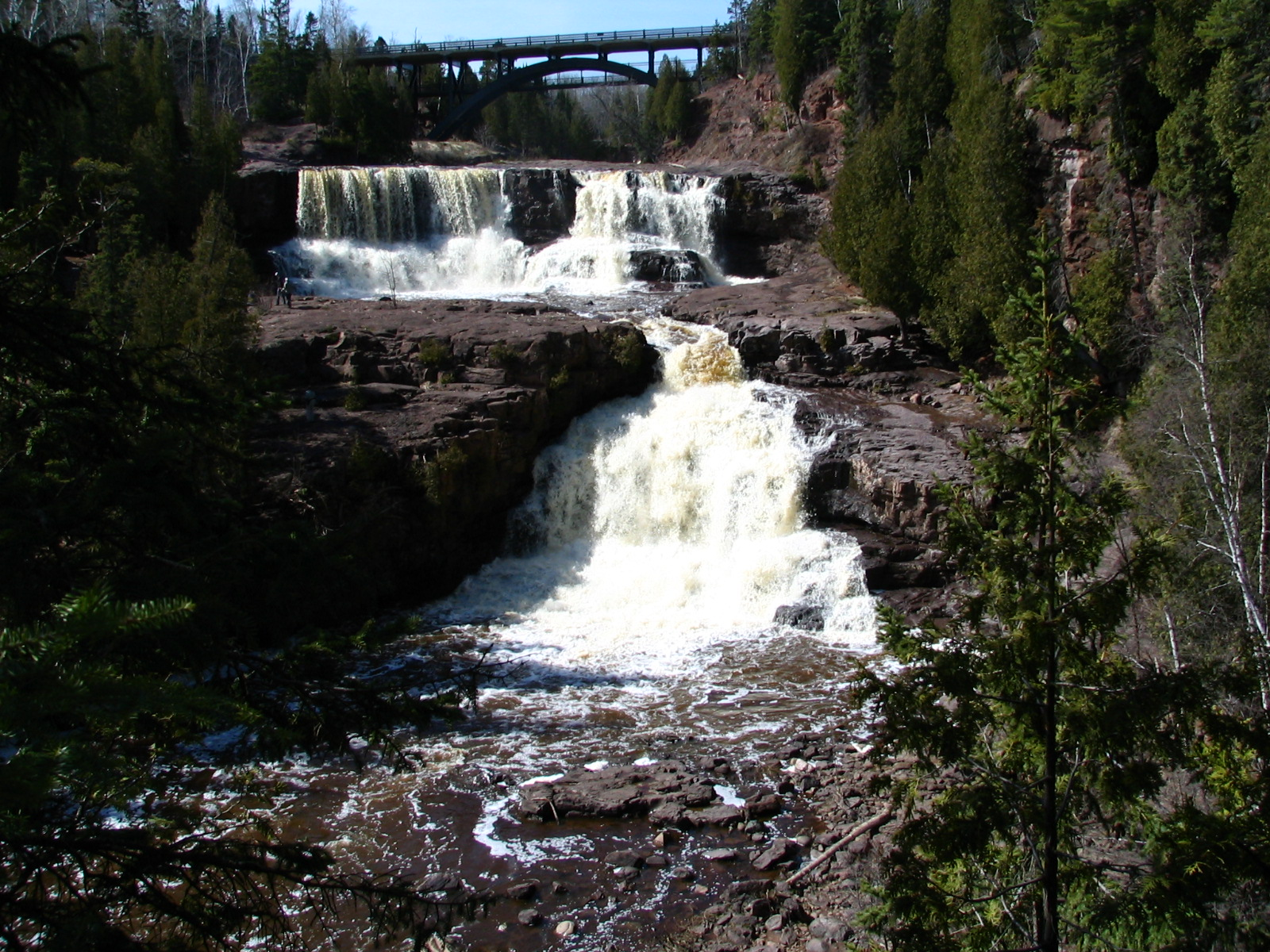
Gooseberry Falls az Északi Part mentén

## Turizmus,idegenforgalom
Az ipari és kikötőváros látnivalókban szegény, de a turisták mind a városban, mind annak környékén bőven találnak látnivalókat, kikapcsolódási és kirándulási lehetőségeket. Az ide látogatóknak mindenképpen érdemes felkeresnie a városban a következő helyeket:
- Canal Park Marine Museum
- Korean and Vietnam War Memorials
- Clayton-Jackson-McGhie Memorial
- City Hall
- Old Central High School
- Glensheen Mansion

Duluthból indul a Highway 61, amely a Felső-tó északi partja mentén, festői tájon vezet át a kanadai Thunder Bay-be. Az út mentén kirándulási, horgászati és kempingezési lehetőségek adódnak. A főút mentén számos természeti és emberkéz alkotta látványosság található:
- Two Harbors, Duluth "kistestvére"
- Gooseberry Falls
- Split Rock világítótorony

## Nevezetes személyek
- Itt született 1941-ben Bob Dylan énekes, zeneszerző.